# Kerkuane
Kerkouane (ar.:  كركوان, Kerkuane)  je stari punski (feničanski) grad na poluotoku Cap Bon u sjeveroistočnom Tunisu. Grad je nastao u 5. stoljeću pr. Kr. i bio je jedan od najvažnijih punskih gradova u Africi, zajedno s Kartagom, Hadrametumom (današnja Susa) i Utikom. Napušten je tijekom Prvog punskog rata (oko 250. pr. Kr.) i Rimljani ga po osvajanju Kartage nikada nisu obnovili. Ostaci grada i njegove nekropole su jedini preživjeli ostaci feničanskog punskog grada, zbog čega su 1985. godine upisani na UNESCO-ov popis mjesta svjetske baštine u Africi.
Iskapanja su otkrila razvijeni grad iz 4. i 3. stoljeća pr. Kr. čiji je plan vidljiv po ostacima zidova kuća i ukrasa na fasadama u obliku višebojne kermike. Sve kuće prate zajedničku organizaciju prostora sofisticiranog urbanizma.
Svetište ima mnogo stupova, a u malenom atriju su sačuvani i dijelovi mozaika. Pragovi, štokovi, stube i dijelovi jednostanih podnih mozaika su sačuvani diljem lokaliteta. Iako arheolozi još uvijek rade na Kerkouaneu, vjeruje se kako su najbolji dijelovi grada već otkriveni.
- Model rekonstrukcije grada
- Ulica u gradu
- Stupovi svetišta
- Mozaik i simbol božice u svetištu
- Kupaonica u jednoj kući

## Vanjske poveznice
- Lexicorient  Arhivirana inačica izvorne stranice od 13. studenoga 2011. (Wayback Machine)
- Kerkounane Guide